# Aleuron prominens
Aleuron prominens är en fjärilsart som beskrevs av Walker 1856. Aleuron prominens ingår i släktet Aleuron och familjen svärmare. Inga underarter finns listade i Catalogue of Life.